# Da Vinci (телеканал)
Da Vinci (до 8 января 2018 года — Da Vinci Learning) — научно-образовательный телеканал для детей и взрослых с центром вещания из Берлина. Впервые вышел в эфир 15 сентября 2007 года в 09:00 утра по местному времени в Польше. В эфире телеканала выходят научные программы о природе, космосе, технике, животных, человеке и культуре.

## Вещание
В настоящее время телеканал Da Vinci Learning осуществляет вещание в Беларуси, Болгарии, Боснии и Герцеговине, Венгрии, Казахстане, Латвии, Литве, Македонии, Малайзии, Молдове, Польше, России, Румынии, Сербии, Словакии, Словении, Таиланде, Турции, Туркменистане, Украине, Хорватии, Чехии, Эстонии, ЮАР. С сентября 2017 года телеканал Da Vinci Learning вещает в Японии, а с 1 января 2018 года — в Греции, Грузии и Израиле.
Вещание в России осуществляется при поддержке компании «Виасат».
Дубляж и закадровый перевод на русский язык осуществляют две студии России и Украины: «Лексикон» (Москва) и «Так Треба Продакшн» (Киев).
18 ноября 2010 года канал начал вещание со спутника ABS-1, 75-й градус в. д., в составе спутникового цифрового пакета телевизионных программ «Радуга ТВ».
1 апреля 2014 года канал закончил вещание в формате 4:3 и перешел на широкоэкранный формат 16:9.
9 января 2018 года канал провёл ребрендинг и изменил своё название на «Da Vinci», а также изменил концепцию транслируемых программных блоков. Утренний эфир предназначен для детской аудитории, а вечерний — для взрослых. По этой причине логотип Da Vinci Kids отображается на экране в блоках, идущих по сетке вещания до 8 вечера, а логотип Da Vinci Learning — после 8 вечера.